# Pseudonapomyza pallidinervis
Pseudonapomyza pallidinervis är en tvåvingeart som beskrevs av Zlobin 2002. Pseudonapomyza pallidinervis ingår i släktet Pseudonapomyza och familjen minerarflugor. Inga underarter finns listade i Catalogue of Life.